# Ajustement dynamique de la fréquence
L'ajustement dynamique de la fréquence (en anglais Dynamic frequency scaling (DFS) ou CPU throttling) est une technique de gestion en architecture d'ordinateurs consistant à faire varier la fréquence de fonctionnement du ou des processeurs pour l'ajuster aux besoins, afin d'économiser l'énergie et de diminuer le dégagement de chaleur. 
Cette technique permet de préserver la capacité de la batterie pour les ordinateurs portables, de diminuer les besoins en refroidissement, et accessoirement de diminuer le bruit de fonctionnement.
DFS est utilisé conjointement avec l'ajustement dynamique de la tension (dynamic voltage scaling), étant donné que des fréquences d'horloge élevées du processeur nécessitent une tension électrique plus élevée. La combinaison des deux techniques est appelée dynamic voltage and frequency scaling (DVFS),.

## Utilisations

### Intel
La technologie d'ajustement de la fréquence des processeurs d'Intel est SpeedStep, elle est utilisée dans les gammes de processeurs pour portables, ordinateurs de bureau et serveurs.

### AMD
AMD utilise deux technologies de CPU throttling. Cool'n'Quiet est utilisé sur les PC et les serveurs, et PowerNow! est utilisé sur les portables.

### VIA
Les processeurs de VIA Technologies utilisent une technologie appelée LongHaul, alors que la version Transmeta était appelée LongRun.

### ARM
Differents systèmes d'ARM proposent des fonctions de modulation de fréquence CPU et GPU.